# ГПЗ-4
Четвёртый государственный подшипниковый завод (ГПЗ-4, «четвёртый ГПЗ») — завод по изготовлению шарикоподшипников, существовавший в городе Куйбышеве с 1941 года по 2003 год. Выпускал большой номенклатурный перечень шариковых радиальных и радиально-упорных подшипников с диаметром отверстия от 4 мм до 200 мм, а также сверхкрупные подшипники и специальные подшипники для авиационной и космической промышленности.
Развитие завода создало несколько отдельных площадок на территории города, впоследствии ставших самостоятельными подшипниковыми заводами (например, ГПЗ-9, ГПЗ-31). Большая часть первоначальной площадки завода не сохранилась.

## История

### ГПЗ-4
Главная площадка ГПЗ-4 была размещена на территории дореволюционных учреждений военно-артиллерийского ведомства, построенных в начале XX века. С 1919 года занимаемая ими территория стала именоваться Линдовым городком в честь убитого мятежными красноармейцами большевика Гавриила Линдова.

#### Эвакуация
Основан на базе Московского подшипникового завода, эвакуированного во время Великой Отечественной войны. Территория завода располагалась на месте Линдова городка — в границах современных улиц Мичурина, Луначарского и Московского шоссе. Разместились в трёх бывших артиллерийских казармах. «На первых порах, когда еще не были подведены коммуникации к действующим теплоэнергоцентралям, в качестве мини-ТЭЦ использовались списанные паровозы, которые доставили на территорию Линдова городка». Первым директором предприятия стал Юсим, Яков Соломонович, главным инженером — Герц Лурье.
21 ноября 1941 года на предприятии собрали первую партию подшипников (почти 10000 штук) для отправки на Челябинский танковый завод. Эта дата считается «днём рождения» Четвёртого ГПЗ. В декабре 1941-го собрали 62 тыс. подшипников. Всего же за годы войны завод выпустил 57,6 млн подшипников.
23 января 1943 года предприятие было награждено орденом Ленина.

#### После войны
В 1946 году завод разделён на два самостоятельных предприятия: ГПЗ-4 и ГПЗ-9. Было решено, что Завод № 4 (в Линдовом городке) будет выпускать приборные шариковые подшипники, подшипники с длинными цилиндрическими роликами, с витыми роликами, миниатюрные, штампованные упрощённые, свободные шары и др. «Этот завод должен стать основной базой производства крупногабаритных шаров»,— писала газета «Волжская коммуна». Завод № 9 (бывший филиал на Безымянке) будет выпускать в основном роликовые конические подшипники, роликовые цилиндрические повышенной точности и специальные подшипники.
В 1948 году в строй ввели стационарную котельную, заменившую восемь паровозов, дававших тепло предприятию всю войну. В 1950 году был открыт цех сверхкрупногабаритных подшипников (500 мм диаметром). 17 мая 1950 года Якова Юсима отстранили от должности директора. В 1952—1958 годах начались работы по автоматизации производства: применение сборочных автоматов повысило производительность и снизило себестоимость. В 1954 году как филиал Четвёртого государственного подшипникового завода начинает работу Завод приборных подшипников.
В 1959—1965 годах были построены новые корпуса, вступил в строй цех-автомат проектной мощностью 4 миллиона 200 тысяч подшипников в год. Также началось строительство цеха сверхкрупногабаритных подшипников (ЦСП): он заработал на полную мощность в 1970 году. Завод первым в СССР наладил производство подшипников диаметром 3,5-4 метра.
В 1971 году завод был награждён вторым орденом Ленина — за обеспечение авиационно-ракетной техники специальными подшипниками.
В 1976—1980 годах на заводе была построена новая кузница. Была создана ремонтная база с токарными, фрезерными и строгальными станками. В 1985 году завод был награждён Орденом Отечественной войны первой степени.
У 4 ГПЗ имелась своя социальная инфраструктура: Дом культуры (ул. Мичурина 98), база отдыха, детский сад, поликлиника. Был собственный стадион «Торпедо» и заводская команда по хоккею с мячом «Подшипник»; на территории стадиона (ул. Мичурина, 90) были зал для волейбола, боксёрский и тренажёрный залы. Были и засекреченные объекты, например бомбоубежище на ул. Магистральной.
В 1988 году из состава производственного объединения был выведен ГПЗ-9. В 1990 году стал самостоятельным завод приборных подшипников, ГПЗ-31.

#### В Российской Федерации
В 1993 году «4 ГПЗ» был преобразован в Акционерное общество «Шар». В 1996 году из состава предприятия было выведено ОАО «Завод авиационных подшипников» (до 2002 назывался «Завод специальных подшипников»).
АО «Шар» признано банкротом в мае 2001 года. Заводские мощности ГПЗ-4 были перенесены на площадку ГПЗ-9 в Юнгородок. Часть зданий заводских корпусов в Линдовом городке снесены, часть досталась «ЕПК-Самара». Территория снесенных цехов планируется под застройку жилой и коммерческой недвижимостью.
Завод авиационных подшипников унаследовал от ГПЗ-4 несколько цехов в Линдовом городке и впоследствии вошел в состав Европейской подшипниковой корпорации как «ЕПК-Самара».
Также на других промышленных площадках Самары возникли подшипниковые производства, объявившие себя наследниками ГПЗ-4, в частности Самарский подшипниковый завод-4, СПЗ-4.
В память о труде заводчан в годы Великой Отечественной войны на пересечении самарских улиц Мичурина и Челюскинцев 6 мая 2015 года был открыт памятный знак-монумент героическим труженикам тыла 4 ГПЗ.

### ГПЗ-9
53°12′26″ с. ш. 50°16′05″ в. д.
В 1903 году основан разъезд «Безымянка» Самаро-Златоустовской железной дороги, названный по имени протекавший вблизи него маленькой речки. При разъезде в 1912—1916 годах построен Самарский железнодорожно-ремонтный завод («Сажерез»). В августе 1932 года завод «Сажерез» был реконструирован, в 1935 году переименован в Куйбышевский завод запасных частей им. Куйбышева. Завод выпускал паровозные и вагонные рессоры, буксы, оси, пружины и другие детали.
В связи с нехваткой площадей на главной площадке ГПЗ-4 его оборудование стали размещать и на «Сажерезе». Первый подшипник на этой площадке собран 18 марта 1942 года.
В 1946 году вторая площадка стала самостоятельным предприятием ГПЗ-9. Завод выпускал автомобильные и тракторные подшипники, а также подшипники для предприятий металлургии и тяжёлого машиностроения, нефтяной и газовой отрасли.
В Российской Федерации
16 октября 1992 года предприятие было преобразовано в АООТ «Самарский подшипниковый завод», а 29 мая 1996 года — в ОАО «Самарский подшипниковый завод».
В 2018 году «Самарский подшипниковый завод» обанкротился и прекратил деятельность. Имущество СПЗ было распродано по частям. Тем не менее профильную продукцию завода продолжают изготавливать на других промышленных площадках вновь появившиеся предприятия, например «Средневолжский подшипниковый завод» и «Самарский Подшипник».

### ГПЗ-31
53°16′48″ с. ш. 50°15′36″ в. д.
Ещё на Московском подшипниковом заводе существовал участок миниатюрных подшипников. При эвакуации в 1941 году он переехал в Куйбышев на ГПЗ-4. 7 апреля 1948 года утверждено проектное задание на строительство филиала по выпуску миниатюрных подшипников в пригороде Куйбышева. В 1953 году филиал выпустил первые подшипники, 5 января 1954 года отдел технического контроля принял первую партию подшипников. Эта дата считается днём рождения завода приборных (миниатюрных) подшипников.
В 1990 году филиал стал самостоятельным предприятием и получил наименование ГПЗ-31. В 1993 году предприятие сменило форму собственности, став ЗАО «Завод приборных подшипников». В 2001 году предприятие реорганизовано в ООО «Завод миниатюрных подшипников». Сегодня ООО «Завод приборных подшипников» располагается на 18-м километре Московского шоссе в Самаре.

## Продукция
В 1970 году первый секретарь куйбышевского обкома КПСС В. П. Орлов с гордостью писал: «…„Шарик“ — так любовно называют его куйбышевцы — был награждён орденом Ленина. Сейчас этот завод выпускает уникальные подшипники, размером от одного до шестисот миллиметров. Есть тут подшипники, которые изготовляют буквально 5-6 штук в год, а есть и такие, которые сходят с конвейера десятками миллионов».
К 1990-му году 4 ГПЗ выпускал 20 % всех производимых в СССР подшипников. За всю историю завода было произведено более 8 миллиардов подшипников.
Кроме подшипников, завод выпускал и другую продукцию, например лезвия для коньков.